# نمونوکساسین
نمونوکساسین (انگلیسی: Nemonoxacin) یک آنتی بیوتیک کینولون غیرفلورینه است که تحت آزمایش های بالینی قرار گرفته است.اثر آن مانند فلوئوروکینولون های دیگر است و DNA جیراز را مهار می کند و از سنتز DNA، تکثیر ژن و تقسیم سلولی جلوگیری میکند.